# 基希林达赫

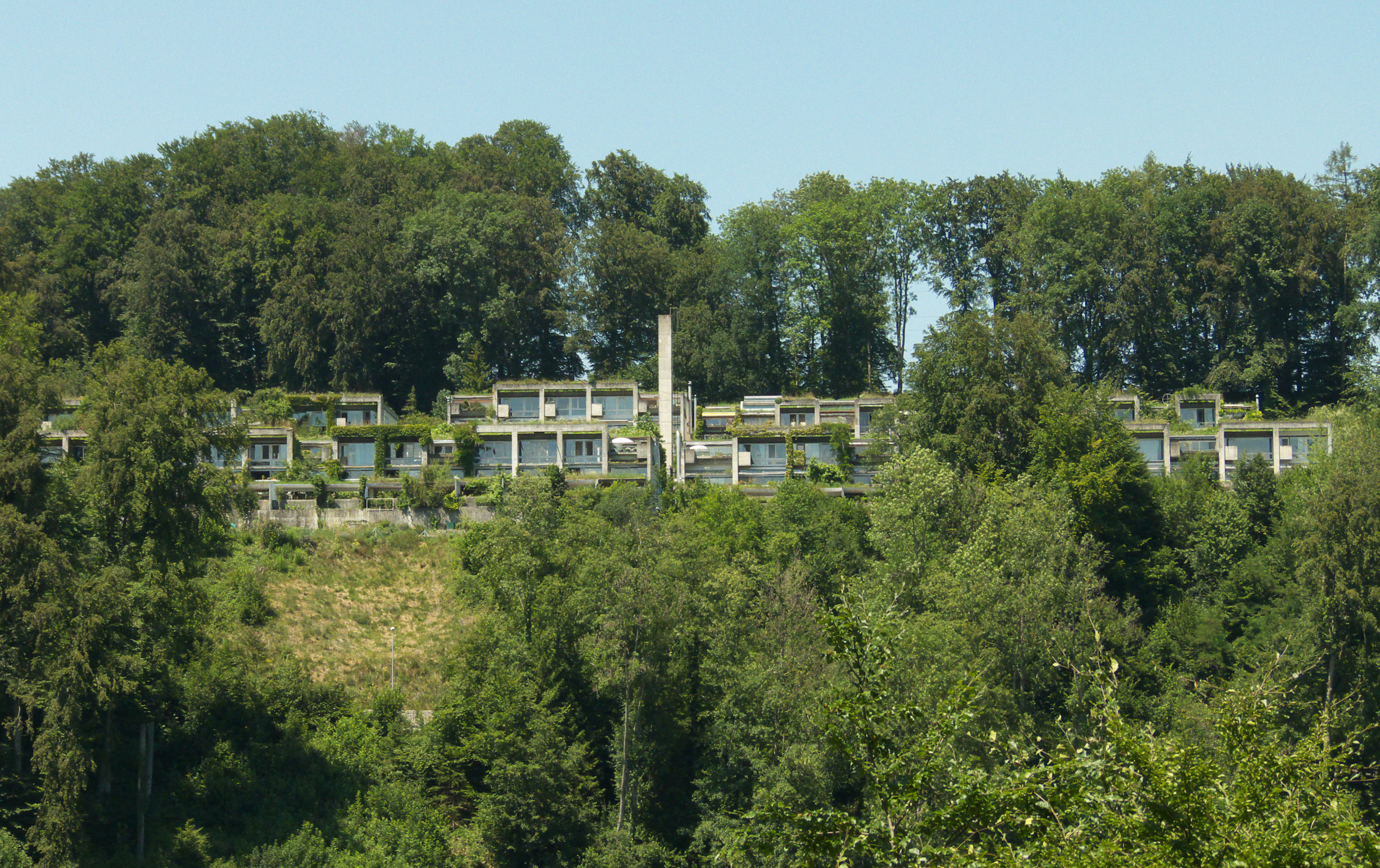

基希林达赫（德語：Kirchlindach）是瑞士伯恩州的市镇，位於該國中西部，面積11.95平方公里，海拔高度595米，2011年人口2,822，六成半人口信奉基督教，人口密度每平方公里236人。

## 外部連結
- Official website